# 黃鰭花鮨
黃鰭花鮨為輻鰭魚綱鱸形目鱸亞目鮨科的其中一種，分布於西大西洋區，從加拿大新斯科細亞省至巴西海域，棲息深度160-260公尺，體長可達25公分，為底棲性魚類，生活習性不明。

## 擴展閱讀
維基物種上的相關：黃鰭花鮨